# Trophon
Trophon är ett släkte av snäckor som beskrevs av Pierre Denys de Montfort 1810. Trophon ingår i familjen purpursnäckor.
Kladogram enligt Catalogue of Life och Dyntaxa:
| Trophon | \| \| Trophon cerrosensis \| \| \| \| \| \| Trophon muricatus \| \| \| \| |
|         | \| \| Trophon cerrosensis \| \| \| \| \| \| Trophon muricatus \| \| \| \| |
|         | Trophon cerrosensis                                                       |
|         |                                                                           |
|         | Trophon muricatus                                                         |
|         |                                                                           |